# ألفرد ميخائيل كوش
ألفرد ميخائيل كوش هو طيار مقاتل سويسري، ولد في 25 يناير 1894 في Arosa ‏ في سويسرا، وتوفي في 1918 في فانكوفر في كندا.